# Харвудьяха
Харвудьяха (устар. Харвудь-Яха) — река в России, протекает по Ямало-Ненецкому АО. Устье реки находится в 50 км по левому берегу реки Южная Тыдэотта. Длина реки составляет 42 км. В 22 км от устья, по левому берегу реки впадает река Ярэйяха.

## Данные водного реестра
По данным государственного водного реестра России относится к Нижнеобскому бассейновому округу, водохозяйственный участок реки — Пур. Речной бассейн реки — Пур.
Код объекта в государственном водном реестре — 15040000112115300059507.